# Marcelo Salgueiro
Pour les articles homonymes, voir Salgueiro.
Marcelo Salgueiro, né le 28 juillet 1976, est un footballeur international argentin de football de plage évoluant au poste de gardien de but.

## Carrière
Salgueiro commence sa carrière dans le football traditionnel, évoluant avec la réserve du Racing Club Avellaneda. Néanmoins, il n'est pas conservé par les dirigeants car il est jugé trop petit pour ce poste. 
Il commence à jouer au football de plage lors de compétition entre amis. Il est remarqué par Francisco Petrasso, alors sélectionneur de l'équipe d'Argentine de football de plage, qui l'intègre à la sélection en 2004.
Salgueiro dispute sa première Coupe du monde de football de plage en 2005 et devient un des principaux joueurs de la sélection argentine. En effet, il participe à l'ensemble des Mondiales qui suivent sauf celui de 2011 où il est remplacé par sa doublure, Cesar Mendoza, et Sebastian Polatti.
En 2012, il participe au Mundialito de Clubes 2012 avec la section football de plage de Vasco de Gama. Salgueiro et les brésiliens sont éliminés en quarts de finale. L'année suivante, il remporte son premier titre avec la sélection argentine, à savoir le Championnat de football de plage CONMEBOL. La même année Salgueiro fait partie de la section football de plage de l'Inter Milan lors du Beach Soccer Montréal 2012.

## Palmarès

### En sélection
- Championnat de football de plage CONMEBOL
  - Vainqueur en 2013

### En club
- Naples BS
  - Championnat d'Italie en 2009

### Individuel
- Meilleur gardien du championnat italien en 2009[4]
- Meilleur gardien du championnat de football de plage CONMEBOL en 2013